# Rock Rapids
Rock Rapids és una població dels Estats Units a l'estat d'Iowa. Segons el cens del 2000 tenia 2.573 habitants.

## Demografia
Segons el cens del 2000, Rock Rapids tenia 2.573 habitants, 1.085 habitatges, i 720 famílies. La densitat de població era de 250,9 habitants/km².
Dels 1.085 habitatges en un 27,7% hi vivien nens de menys de 18 anys, en un 57,7% hi vivien parelles casades, en un 6,6% dones solteres, i en un 33,6% no eren unitats familiars. En el 31,3% dels habitatges hi vivien persones soles el 17,6% de les quals corresponia a persones de 65 anys o més que vivien soles. El nombre mitjà de persones vivint en cada habitatge era de 2,28 i el nombre mitjà de persones que vivien en cada família era de 2,86.
Per edats la població es repartia de la següent manera: un 23,5% tenia menys de 18 anys, un 6,2% entre 18 i 24, un 22,5% entre 25 i 44, un 21,7% de 45 a 60 i un 26,1% 65 anys o més.
L'edat mediana era de 43 anys. Per cada 100 dones de 18 o més anys hi havia 81,8 homes.
La renda mediana per habitatge era de 35.135 $ i la renda mediana per família de 47.688 $. Els homes tenien una renda mediana de 30.691 $ mentre que les dones 19.425 $. La renda per capita de la població era de 18.035 $. Entorn del 3,4% de les famílies i el 7,5% de la població estaven per davall del llindar de pobresa.

## Poblacions més properes
El següent diagrama mostra les poblacions més properes.